# Europa Point Football Club
Europa Point FC es club de Fútbol de Gibraltar que actualmente juega en la Premier League Gibraltareña y en la Rock Cup

## Historia

### Temporada 2015-16
En la temporada 2015-16 el club se coronó campeón de la Segunda División obteniendo así un cupo en la Premier League Gibraltareña 2016-17. En esa campaña el club logró 17 victorias, 5 empates y ninguna derrota para alcanzar los 56 puntos que le aseguraron el campeonato y el ascenso; en dicha campaña también marcó 76 goles y solo recibió 19 lo que lo dejó con una diferencia de gol de +57.
|  | Pos. | Equipo            | PJ | V  | E | D | GF | GC | DG  | Pts. |
|  | ---- | ----------------- | -- | -- | - | - | -- | -- | --- | ---- |
|  | 1º   | 'Europa Point FC  | 22 | 17 | 5 | 0 | 76 | 19 | +57 | 56   |
|  | 2º   | Mons Calpe SC     | 22 | 17 | 2 | 3 | 82 | 12 | +70 | 53   |
|  | 3º   | Gibraltar Phoenix | 22 | 14 | 5 | 3 | 67 | 17 | +50 | 47   |
|  | 4º   | FC Magpies        | 22 | 14 | 2 | 6 | 54 | 24 | +30 | 44   |
|  | 5º   | Olympique 13      | 22 | 12 | 2 | 8 | 38 | 42 | −4  | 38   |

En esta temporada el club también se consagró campeón de la Copa de la Segunda División de Gibraltar 2016 al imponerse en la final a Football Club Magpies por tres goles contra dos.

### Temporada 2016-17
En esta temporada el club hará su debut en la Premier League Gibraltareña

## Uniforme
| Local 2014/15 | Visita 2014/15 |  |

## Palmarés
- Second Division Cup (2): 2015, 2016
- Segunda División de Gibraltar (1): 2015-16